# Версальес (Буэнос-Айрес)
Версальес (исп. Versalles) — западный район города Буэнос-Айрес, столицы Аргентины.

## Расположение
Версальес — один из самых западных районов Буэнос-Айреса. Он входит наряду с районами Вилья-Реал, Монте-Кастро, Флореста, Велес Сарсфилд и Вилья-Луро в городскую Коммуну 10. Улицы Ногойя, Йригойен, Авенида Хуан Б. Хусто и Авенида Хенераль Пас формируют границы района Версальес.

## История
Территория нынешнего Версальеса была частью обширного поместья, принадлежавшего в XVIII веке Педро Фернандесу де Кастро. Соседний район Монте-Кастро позднее был назван в его честь. Его дочь Мерседес разделила поместье после смерти отца, и участок, который позже стал Версальесом, стал принадлежать Мануэлю де Сарратеа, одному из отцов-основателей современной Аргентины.
В Версальесе расположено множество зданий в английском стиле, что вызвано большим количеством иммигрантов, селившимся здесь, чтобы работать на железной дороге.
Жилой район здесь появился, когда в начале XX века Компания западных земель (исп. Compañía de Tierras del Oeste) приобрела территории у последних землевладельцев в этом районе, занимавшихся сельским хозяйством, семей Родригес Висильяк и Массини. Западная железная дорога Буэнос-Айреса открыла станцию в этом районе в 1911 году. Врач Компании западных земель Хосе Геррико, недавно вернувшийся из Парижа и вдохновлённый своими путешествиями, предложил назвать станцию и окрестности в честь Версаля.
Западная железнодорожная линия от станции Онсе до города Морено оставалась основным транспортным маршрутом для Версальеса до открытия Авениды Хенераль Пас в 1941 году (модернизированной до скоростной автомагистрали в 1997 году). Линия Онсе—Морено была закрыта в 1952 году, чтобы освободить место для строительства Авениды Хуан Б. Хусто, западный участок которой вдоль Версальеса был завершён в 1953 году.

## Описание
Версальес сохраняет свой пригородный характер как один из наименее густонаселенных, наиболее зелёных и тихих районов Буэнос-Айреса. Многие наименования его улиц (Кальден, Агуарибай и Карандай) происходят от названий деревьев, украшающих его парки и тротуары. К примечательным сооружениям Версальеса можно отнести Атлетический клуб Версальеса (1921), Церковь Богоматери здоровья (1933), библиотеку Белисарио Рольдана (1934) и Народный атенеум Версальеса (1938). Первый супермаркет в Буэнос-Айресе, «Supermercado Gigante S. A.», был открыт в Версальесе в 1965 году.
Двумя крупнейшими парковыми зонами Версальеса являются Пасео-де-Версальес (исп. Paseo de Versalles), разбитый на месте бывшей железнодорожной линии в 1960-х годах, и Банф-сити-парк. Комедия 1985 года «Ожидая перевозки» снималась в Версальесе, в доме в стиле ар-деко на улице Эченагусия. А ресторан, показанный в номинированном на Оскар фильме «Сын невесты» (2001), являлся пиццерией Авеллино на углу улиц Ногоя и Гальярдо.